# Kasztíliai Eleonóra aragóniai királyné (1202–1244)
Kasztíliai Eleonóra (1202 – Burgos, 1244), spanyolul: Leonor de Castilla, katalánul: Elionor de Castella, kasztíliai királyi hercegnő (infánsnő) és Aragónia királynéja. Berengária kasztíliai királynő húga. A Burgund-Ivreai-ház tagja.

## Élete

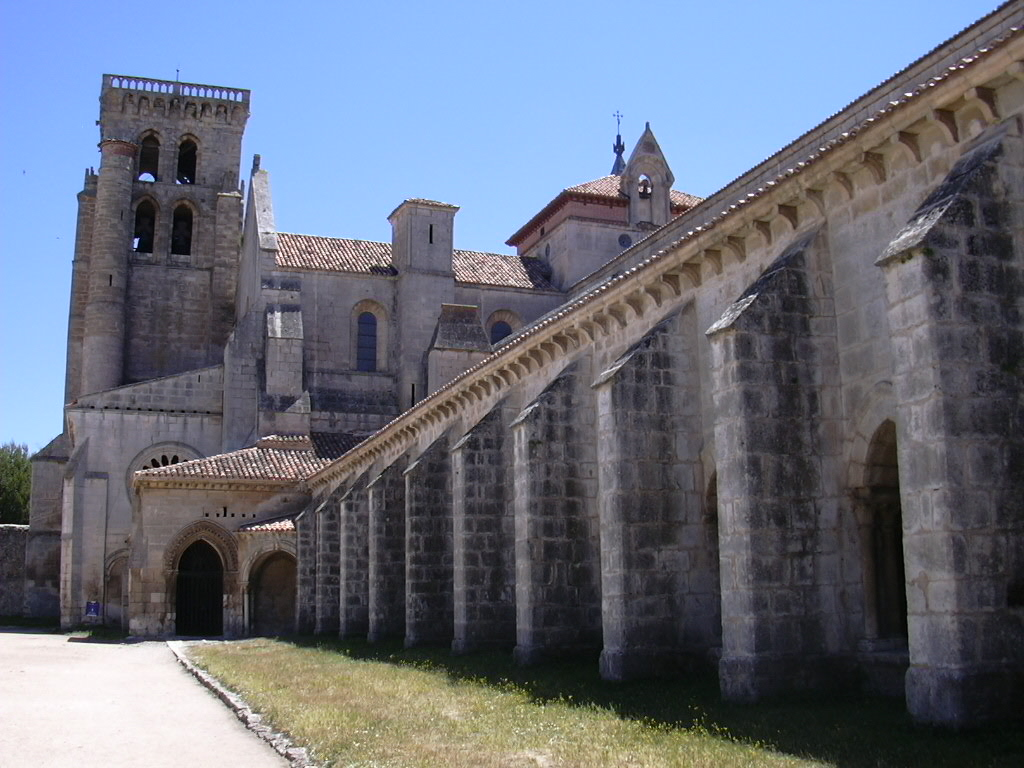
A Santa María la Real de Las Huelgas kolostor Burgosban, oldalról

Édesapja VIII. Alfonz kasztíliai király, édesanyja , II. Henrik angol királynak és I. Eleonóra aquitániai hercegnőnek a leánya. 1221. február 6-án Ágredában feleségül ment másod-unokatestvéréhez, I. Jakab aragón királyhoz, aki Aragóniai Konstancia magyar királynénak, Imre magyar király özvegyének az unokaöccse volt. A házasságukból egy fiú, Alfonz (1228 (előtt)–1260) infáns született. Ennek ellenére a házasságukat 1229 áprilisában felbontották vérrokonság indokával. Eleonóra a burgosi Las Huelgas kolostorba vonult vissza, ahol haláláig élt. Fia elsőszülötti jogait a válás nem csorbította, így I. Jakab második feleségének, Árpád-házi Jolán magyar királyi hercegnőnek a fiai csak Eleonóra fia után következtek a trónöröklésben. Ám 1244-ben apjuk, I. Jakab felosztotta örökségét fiai között, és Eleonóra fiának, Alfonznak csupán Aragóniát szánta, míg másodszülöttjének, Jolán királyné fiának, Péternek Katalóniát hagyta meg az osztozkodásban. Eleonóra azonban azt már nem érte meg, hogyan alakul ennek eredményeként a fia sorsa, hiszen még ebben az évben meghalt. Fiából azonban nem lett Aragónia királya, hiszen még apja életében, 1260-ban meghalt utódok hátrahagyása nélkül, így féltestvére, Péter örökölte Mallorca kivételével apjuk minden országát annak halálakor 1276-ban III. Péter néven.

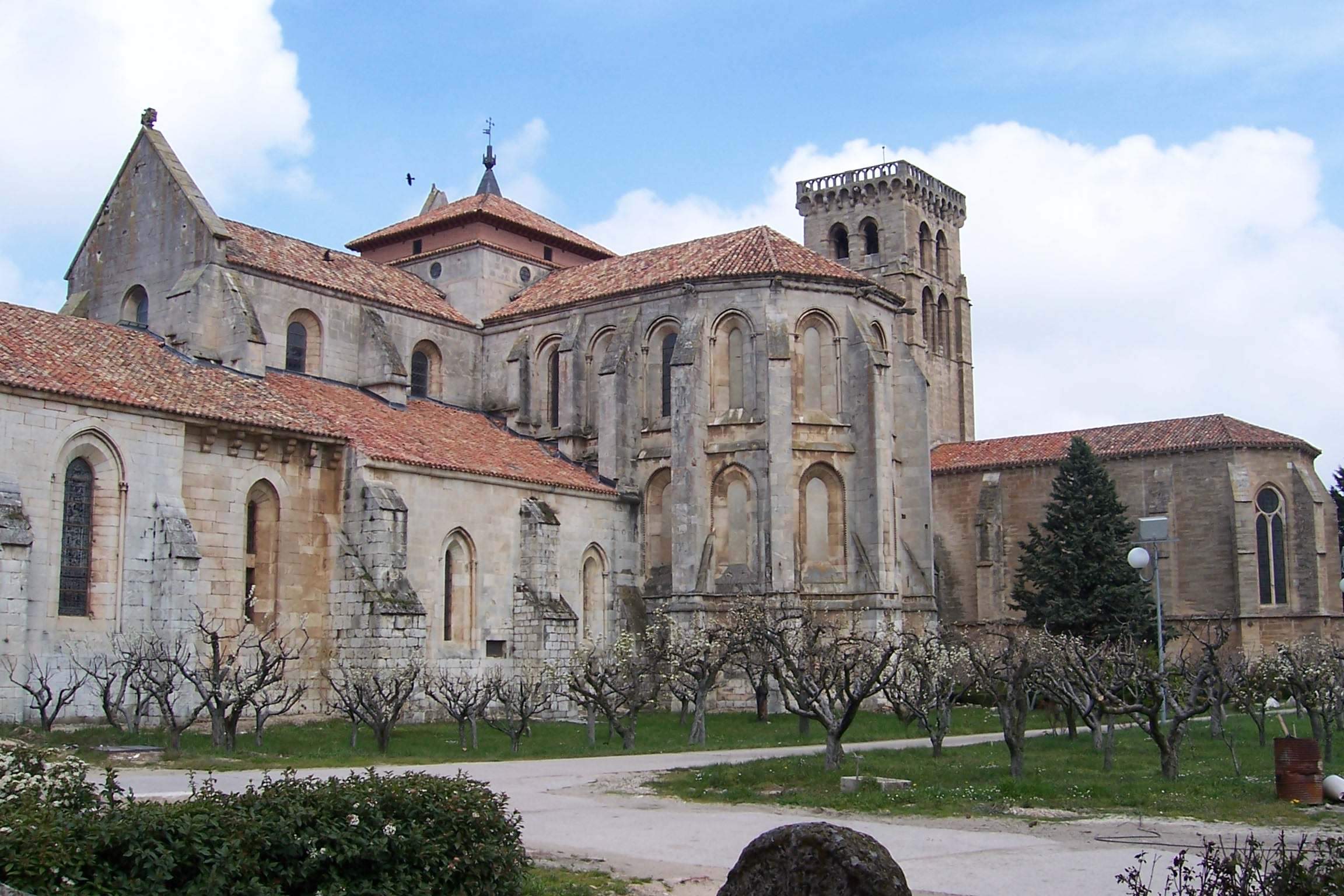
A Santa María la Real de Las Huelgas kolostor Burgosban, szemből

## Gyermeke
- Férjétől, I. Jakab (1208–1276) aragón királytól, elváltak, 1 fiú:
  - Alfonz(wd) (1228 (előtt)–1260) aragón királyi herceg és trónörökös, felesége Moncadai Konstancia(wd) (1245 körül–1310), Bigorre grófnője és Marsan algrófnője,[3] nem születtek gyermekei